# Pittsburgh Open
Il Pittsburgh Open è stato un torneo femminile di tennis giocato dal 1979 al 1984. Si è disputato a Pittsburgh negli USA su campi in sintetico indoor.

## Albo d'oro

### Singolare
| Anno        | Campionessa   | Finalista        | Punteggio     |
| ----------- | ------------- | ---------------- | ------------- |
| 1979        | Sue Barker    | Renée Richards   | 6–3, 6–1      |
| 1980 - 1982 | Non disputato | Non disputato    | Non disputato |
| 1983        | Ginny Purdy   | Cláudia Monteiro | 6–2, 7–5      |
| 1984        | Andrea Leand  | Pascale Paradis  | 0–6, 6–2, 6–4 |

### Doppio
| Anno        | Campionesse                             | Finaliste                         | Punteggio     |
| ----------- | --------------------------------------- | --------------------------------- | ------------- |
| 1979        | Sue Barker / Candy Reynolds             | Bunny Bruning / Jane Stratton     | 6–3, 6–2      |
| 1980 - 1982 | Non disputato                           | Non disputato                     | Non disputato |
| 1983        | Candy Reynolds / Paula Smith            | Iwona Kuczynska / Trey Lewis      | 6–2, 6–2      |
| 1984        | Christiane Jolissaint / Marcella Mesker | Anna-Maria Fernández / Trey Lewis | 7–6, 6–4      |